# Солдатово (Красноярский край)
Солдатово — деревня в Минусинском районе Красноярского края. Входит в состав Селиванихинского сельсовета.

## География
Расположено на южном берегу озера Большое Солдатово. Абсолютная высота — 366 метров над уровнем моря.
Климат
Климат характеризуется как резко континентальный, с продолжительной морозной зимой и коротким тёплым летом. Среднегодовая температура воздуха составляет −3,4°С. Средняя температура воздуха самого тёплого месяца (июля) составляет 16,9 °C; самого холодного (января) — −22,4 °C. Среднегодовое количество атмосферных осадков составляет 510 мм.

## История
Основано в 1815 году. В 1926 году имелось 54 хозяйства и проживало 264 человека (129 мужчин и 135 женщин). В национальном составе населения того периода преобладали русские. В административном отношении входило в состав Городско-Ключевского сельсовета Минусинского района Минусинского округа Сибирского края.

## Население
| 2010 |
| ---- |
| 247  |

Половой состав
По данным Всероссийской переписи населения 2010 года в гендерной структуре населения мужчины составляли 53,4 %, женщины — соответственно 46,6 %.
Национальный состав
Согласно результатам переписи 2002 года, в национальной структуре населения русские составляли 97 % из 251 чел.